# الشبيبة الرياضية بمنوبة
الشبيبة الرياضية بمنوبة تُعرف بـ JSM اختصاراً لـ (بالفرنسية: Jeunesse sportive de La Manouba)‏، نادي كرة قدم تونسي، مقره مدينة منوبة، ينشط في الرابطة التونسية الثالثة مستوى اول.

## وصلة خارجية
- صفحة الشبيبة الرياضية بمنوبة على موقع كوووة.
- الموقع الرسمي للجامعة التونسية لكرة القدم.